# うさぎ座ミュー星
うさぎ座μ星は、うさぎ座の恒星で3等星。

## 特徴
自転軸は地球の方を向いている可能性があるとされる。
この星は、水銀・マンガン星の中で最も明るい星の1つであり、水銀、マンガン以外にもユウロピウムなどの希土類元素が多い。自転速度は遅く、その結果としてカルシウムは少ない。
この星は、X線源としても注目されている。星とX線源の位置より、53天文単位離れた低質量星という説がある。一方、磁場が変化するりょうけん座α2型変光星という説もあるが、変化は未確認で、磁場は測定されていない。